# Espen Harald Bjerke
Espen Harald Bjerke (ur. 12 kwietnia 1980) – norweski biegacz narciarski, zawodnik klubu Lillehammer Skiklub.

## Kariera
Po raz pierwszy na arenie międzynarodowej Espen Harald Bjerke pojawił się w 1999 roku podczas mistrzostw świata juniorów w Saalfelden, gdzie był trzynasty w biegu na 10 km techniką klasyczną. Na rozgrywanych rok później mistrzostwach świata juniorów w Štrbskim Plesie był szósty na dystansie 30 km stylem klasycznym oraz trzeci w sztafecie. W Pucharze Świata zadebiutował 10 marca 2001 roku w Oslo, zajmując 20. miejsce na dystansie 50 km klasykiem. Tym samym w swoim debiucie od razu zdobył pucharowe punkty. W klasyfikacji generalnej najlepsze wyniki osiągnął w sezonie 2004/2005, który ukończył na 47. miejscu. Startuje także w zawodach FIS Marathon Cup, w których raz stanął na podium: 17 marca 2012 roku był trzeci w norweskim maratonie Birkebeinerrennet. W zawodach tych wyprzedzili go jedynie dwaj rodacy Anders Aukland oraz Roger Aa Djupvik. W klasyfikacji generalnej najlepiej wypadł w sezonie 2011/2012, który ukończył na 25. pozycji. Nigdy nie startował na igrzyskach olimpijskich ani mistrzostwach świata.

## Osiągnięcia

### Mistrzostwa świata juniorów
| Miejsce | Dzień       | Rok  | Miejscowość   | Konkurencja             | Wynik     | Strata  | Zwycięzca       |
| ------- | ----------- | ---- | ------------- | ----------------------- | --------- | ------- | --------------- |
| 16.     | 3 lutego    | 1999 | Saalfelden    | 10 km stylem klasycznym | 25:32,7   | +1:22,3 | Axel Teichmann  |
| 4.      | 5 lutego    | 1999 | Saalfelden    | Sztafeta 4x10 km        | 1:40:11,7 | +3:32,6 | Niemcy          |
| 3.      | 27 stycznia | 2000 | Štrbské Pleso | Sztafeta 4x10 km        | 1:46:58,7 | +3:12,7 | Rosja           |
| 6.      | 30 stycznia | 2000 | Štrbské Pleso | 30 km stylem klasycznym | 1:36:37,5 | +3:05,6 | René Reisshauer |

### Puchar Świata

#### Miejsca w klasyfikacji generalnej
- sezon 2000/2001: 99.
- sezon 2001/2002: 81.
- sezon 2002/2003: 75.
- sezon 2004/2005: 47.
- sezon 2006/2007: 112.
- sezon 2007/2008: 157.
- sezon 2009/2010: 150.

#### Miejsca na podium
Bjerke nie stał na podium zawodów Pucharu Świata.

### FIS Marathon Cup

#### Miejsca w klasyfikacji generalnej
- sezon 2007/2008: 57.
- sezon 2009/2010: 42.
- sezon 2010/2011: 33.
- sezon 2011/2012: 25.
- sezon 2012/2013: 58.

#### Miejsca na podium
| Nr | Dzień    | Rok  | Zawody            | Dystans                 | Czas biegu | Strata | Pozycja | Zwycięzca      |
| -- | -------- | ---- | ----------------- | ----------------------- | ---------- | ------ | ------- | -------------- |
| 1. | 17 marca | 2012 | Birkebeinerrennet | 54 km stylem klasycznym | 2:21:34,0  | +35,0  | 3.      | Anders Aukland |